# Аспай
 Аспай  (нем. aspei) — группа немецких современных художников, литераторов и культурологов из Бохума, основанная в середине 1980-х гг. Мартином Хюттелем, в значительной степени вдохновлявшимся традициями русского искусства начиная с супрематизма и конструктивизма, экспериментальной поэзией в духе дадаизма и зауми. В художественных акциях и перформансах «Аспая» развиваются альтернативные эстетические формы коммуникации. Главным приоритетом деятельности группы в области культурного обмена была и остаётся художественная сцена Москвы.
Наряду с каталогами к художественным и книжным выставкам «Аспай» опубликовал альбомы с работами Эдуарда Штейнберга, Владимира Янкилевского, Владимира Немухина, Франсиско Инфанте и Андрея Монастырского. Кроме того, были переведены и опубликованы труды русских поэтов — Всеволода Некрасова, Дмитрия Пригова, Льва Рубинштейна и Вилена Барского. В Санкт-Петербурге Аспай сотрудничает с Ольгой и Александром Флоренскими, Василием Голубевым, Евгением Юфитом и др. Публикации и художественные произведения группы вместе с оригинальными произведениями русских художников демонстрировались не только в Германии (Оффенбах, 1999 и 2004; Бохум 2000; Билефельд, 2006), но, благодаря изменению политических условий, и в России (Калининград, 2003; Санкт-Петербург, 2008).

## Выставки
- aspei — Literatur & Kunst zwischen Ost und West, Klingspor-Museum, Offenbach am Main 1999. (Аспай — литература и искусство между Востоком и Западом, Музей Клингспора, Оффенбах, 1999).
- aspei — Literatur und Kunst zwischen Ost und West, Ev. Fachhochschule Bochum 2000 (Аспай — литература и искусство между Востоком и Западом, Евангелический университет прикладных наук, Бохум, 2000).
- Аспай — литература и искусство между Востоком и Западом, Калининградская художественная галерея, 2003.
- Auguste Bloch, Klingspor-Museum, Offenbach am Main 2004. (Августа Блох, Музей Клингспора, Оффенбах, 2004).
- Russische Souvenirs, Zentrum für interdisziplinäre Forschung, Bielefeld 2006. (Русские сувениры, Центр междисциплинарных исследований, Билефельд, 2006).
- aspei — transmental, Музей Анны Ахматовой, Санкт-Петербург, 2008.
- шрифт — Государственный литературный музей им. Г. Леонидзе, Тбилиси, 2014.
- Schrift — Klingspor-Museum, Offenbach am Main 2014 — 2015 (шрифт — Музей Клингспора, Оффенбах, 2014 — 2015).
- Polylog – Музей современного искусства Одессы, 14.09. – 21.10.2018[2].

## Издания
- Wenzel Stich / Eduard Stejnberg: ostankino (1985), 5 Lucigrafien.
- Wenzel Stich / Wladimir Jankilevskij: das schattenwunde my (1985), 1 Radierung und 2 Offsetlithografien.
- Rita Luhnemett / Francisco Infante: hundertundelf (1990), 5 bzw. 6 Fotografien.
- Rita Luhnemett / Wladimir Nemuchin: patience (1990), 2 Steindrucke.
- Hans Iwan: das weisze weisz (1994), 1 Serigrafie von Sabine Hänsgen.
- o. A.: Maria Kevelaer (1995), 1 Offsetdruck «Maria Kevelaer».
- Wsewolod Nekrassow: Dojtsche Buch (2002), Hrsg. Günter Hirt u. Sascha Wonders, Umschlag von Erik Bulatow, (dt./russ.).
- Wladimir Nemuchin: 1/2 regen / Franz von Telek: azett (2005), Handsatz, 2 Zeichnungen im Piezodruck.
- Angu Krey: «69», (1996), Gestaltung: Andrzej Kuczminski. «69» als CD (2006), Sprecher Kuczminski, Nachwort: Gisela Krey.
- Anette Thurmli: der rosenkranz der hl. anna nebst einer Aktion von … Sabine Hänsgen u. Andrej Monastyrskij (1996).
- o. A.: aldi, 26 haiku (2002), Handsatz, Zwei-Farbdruck.
- Wladimir Nemuchin: Dwishenie / Wenzel Stich: Bochum (2007), Handsatz, 1 Zeichnung im Piezodruck.
- Rita Luhnemett / Wassilij Golubew: Sankt Leningrad (2007), 5 Linolschnitte, 1 Offsetdruck, (dt./russ.).
- Rita Luhnemett / Wassilij Golubew: Praha (2008), Handsatz, 2 Linolschnitte.